# Superkilen

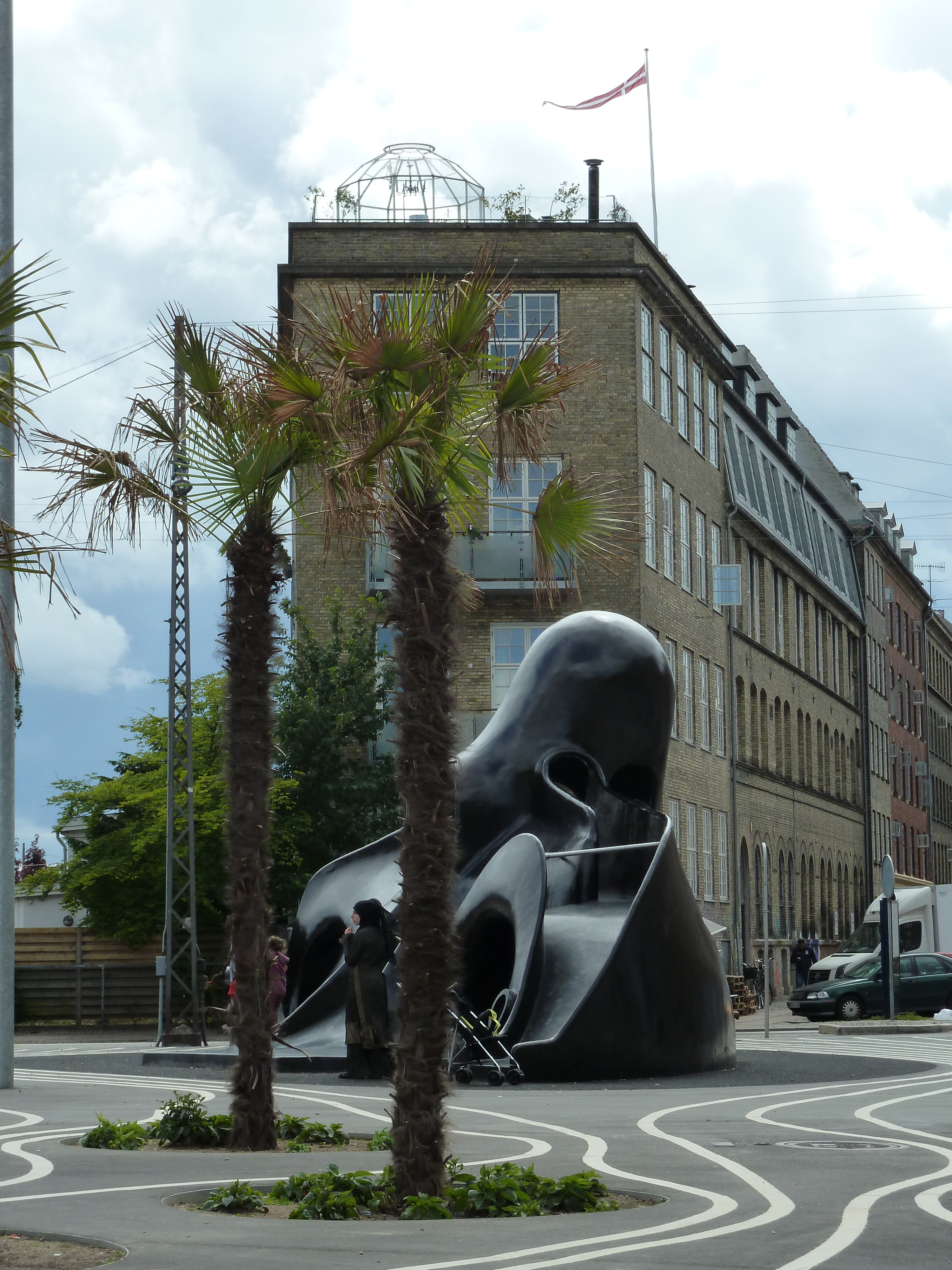
Palmbomen.

Superkilen is een openbaar park in de wijk Nørrebro in Kopenhagen, Denemarken. Het is ontworpen om migranten en de lokale bevolking samen te brengen en daarbij tolerantie en eenheid te bevorderen in een van de meest etnisch diverse en sociaal uitdagende gemeenschappen van Denemarken.
Het park is overigens niet alleen een ontmoetingsplek voor lokale bewoners, maar ook een toeristische trekpleister voor Kopenhagen.
De Deense kunstgroep Superflex ontwierp het park met de medewerking van Bjarke Ingels Group (een Deens-New Yorks architectenbureau) en Topotek1 (een Duits landschapsarchitectenbureau).
De naam van het bijna kilometer lange park verwijst naar de vorm: 'kile' is Deens voor 'wig'.
In juni 2012 werd het park geopend.

## Achtergrond
Superkilen maakt deel uit van een plan voor stadsverbetering dat wordt gecoördineerd door de stad Kopenhagen. Dit gebeurt in samenwerking met Realdania, een particuliere filantropische organisatie. Het doel was om de wijk Nørrebro te upgraden naar een hoge standaard van stedelijke ontwikkeling die andere steden en districten zou kunnen inspireren. Het is ontworpen als een soort wereldtentoonstelling voor de lokale bewoners, met meer dan 60 nationaliteiten, die hun eigen ideeën en artefacten aan het project hebben kunnen bijdragen.
De buurt Nørrebro wordt door misdaad geteisterd. Het was ook het toneel van rellen in 2006, veroorzaakt door een controversiële cartoon. De in Kopenhagen gevestigde architecten ervoeren het vandalisme en geweld van deze rellen in de straten buiten hun kantoor, net nadat ze een moskee in het centrum hadden ontworpen, en besloten zich te concentreren op het creëren van stedelijke ruimtes om integratie tussen etniciteit, religie, cultuur en talen te bevorderen.
Het park wordt niet als een eindig project gezien, maar juist als kunstwerk in uitvoering. Het ontwerp is gebaseerd op dromen die kunnen transformeren in objecten en is bedoeld om mensen met verschillende achtergronden zich thuis te laten voelen. Hierbij is gebruik gemaakt van humor om de verschillende culturen op een respectvolle manier weer te geven.
In juni 2008 werd de opdracht gegeven. Het ontwerpproces duurde van januari 2009 tot februari 2010, de bouw vond plaats tussen augustus 2010 en juni 2012. In totaal kostte het project circa 8 miljoen euro.

## Vorm
Het park strekt zich uit over ongeveer 750 meter, langs weerszijden van een openbaar fietspad, en beslaat een totale oppervlakte van ongeveer 30.000 m². Het bestaat uit drie hoofdgebieden: een rood vierkant, een zwarte markt en een groen park.
Veel van de objecten in het park zijn speciaal geïmporteerd of gekopieerd naar buitenlandse ontwerpen. Enkele voorbeelden hiervan zijn: schommels uit Irak, banken uit Brazilië, een fontein uit Marokko, afvalbakken uit Engeland, basketbalringen uit Mogadishu, picknicktafels uit Armenië en een bushokje uit Kazachstan. De putdeksels komen uit Zanzibar, Gdansk en Parijs.

## Erkenning
Het project werd door het American Institute of Architects beloond met een AIA Honor Award 2013 in de categorie Regional & Urban Design. Het werd genomineerd voor Design of the Year door het Design Museum in Londen en voor de European Union Prize for Contemporary Architecture. Daarnaast was Superkilen ook een van de zes winnaars van de Aga Khan Award for Architecture 2016 voor het bevorderen van de integratie van de verschillende religieuze en etnische groepen, ondanks de onderlinge spanningen.

## Sociale impact
Met Superkilen is men erin geslaagd om twee woonwijken te verbinden die voorheen door een hek waren gescheiden en heeft de omliggende gebieden opnieuw verbonden met de rest van de stad. Het voetgangers- en fietsverkeer is toegenomen en het park stimuleert mensen om actiever te worden. Het vandalisme is afgenomen.
Het park fungeert als ontmoetingsplaats voor inwoners van de meest etnisch diverse buurt van Denemarken en trekt bezoekers uit de hele stad en over de hele wereld. Het heeft het probleemgebied verjongd en de zestig verschillende nationaliteiten die in de buurt wonen samengebracht. Naast het brede scala aan etniciteiten die het park gebruiken, trekt het een breed scala aan leeftijden aan, van kleine kinderen met hun ouders tot ouderen.

## Galerij

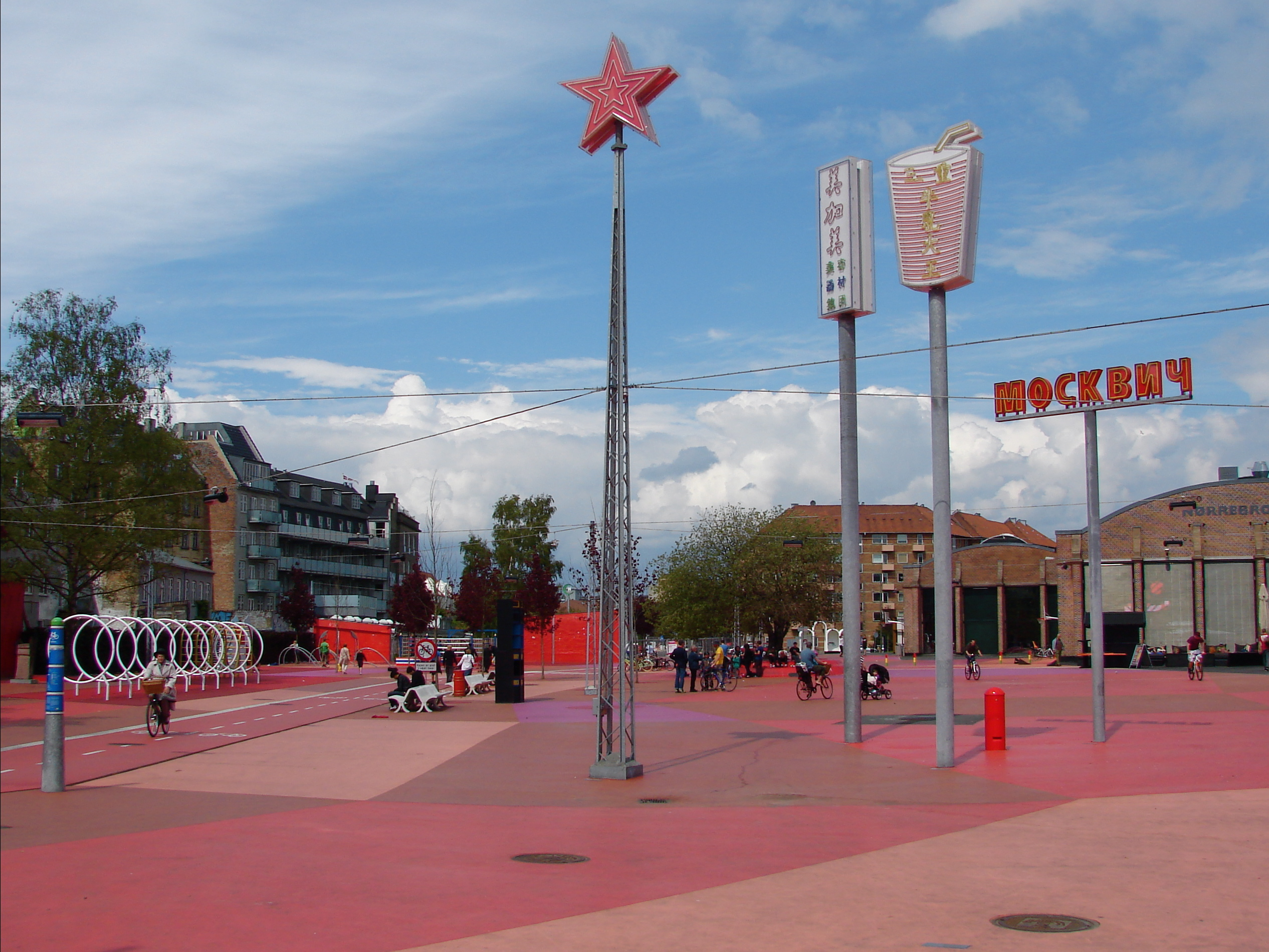
Fietspad in het rode gebied.
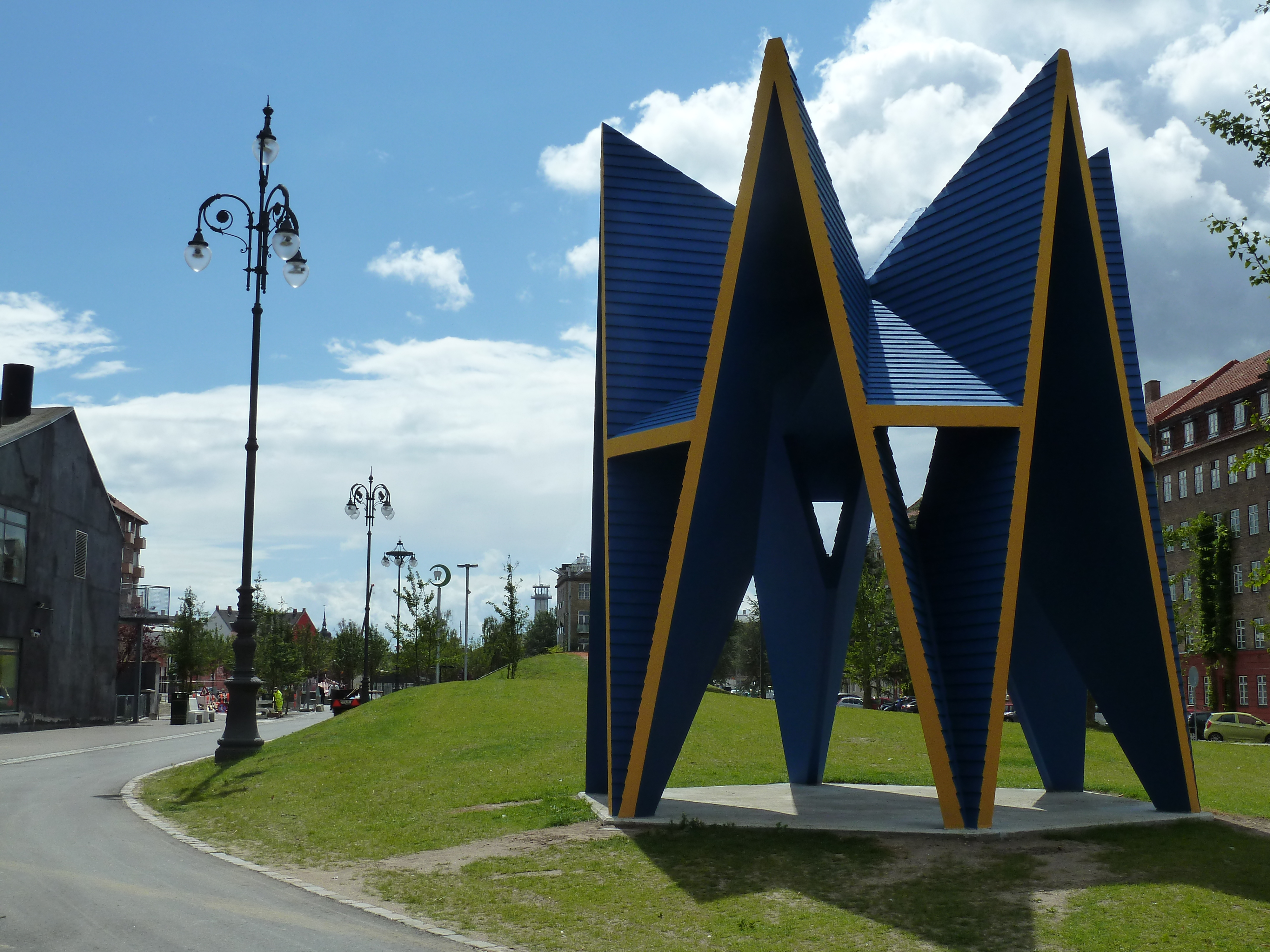
Russisch paviljoen.
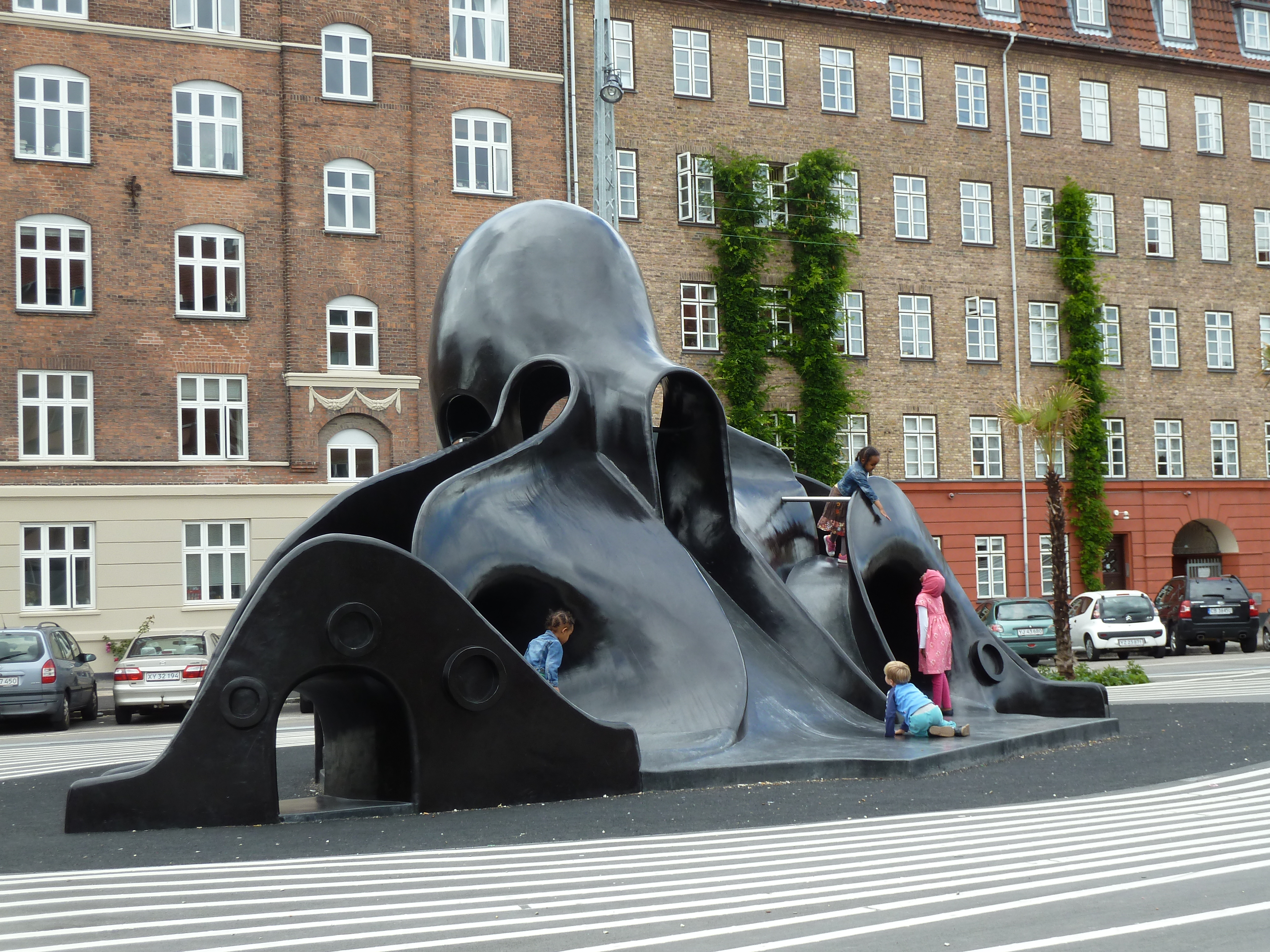
Japanse octopus.
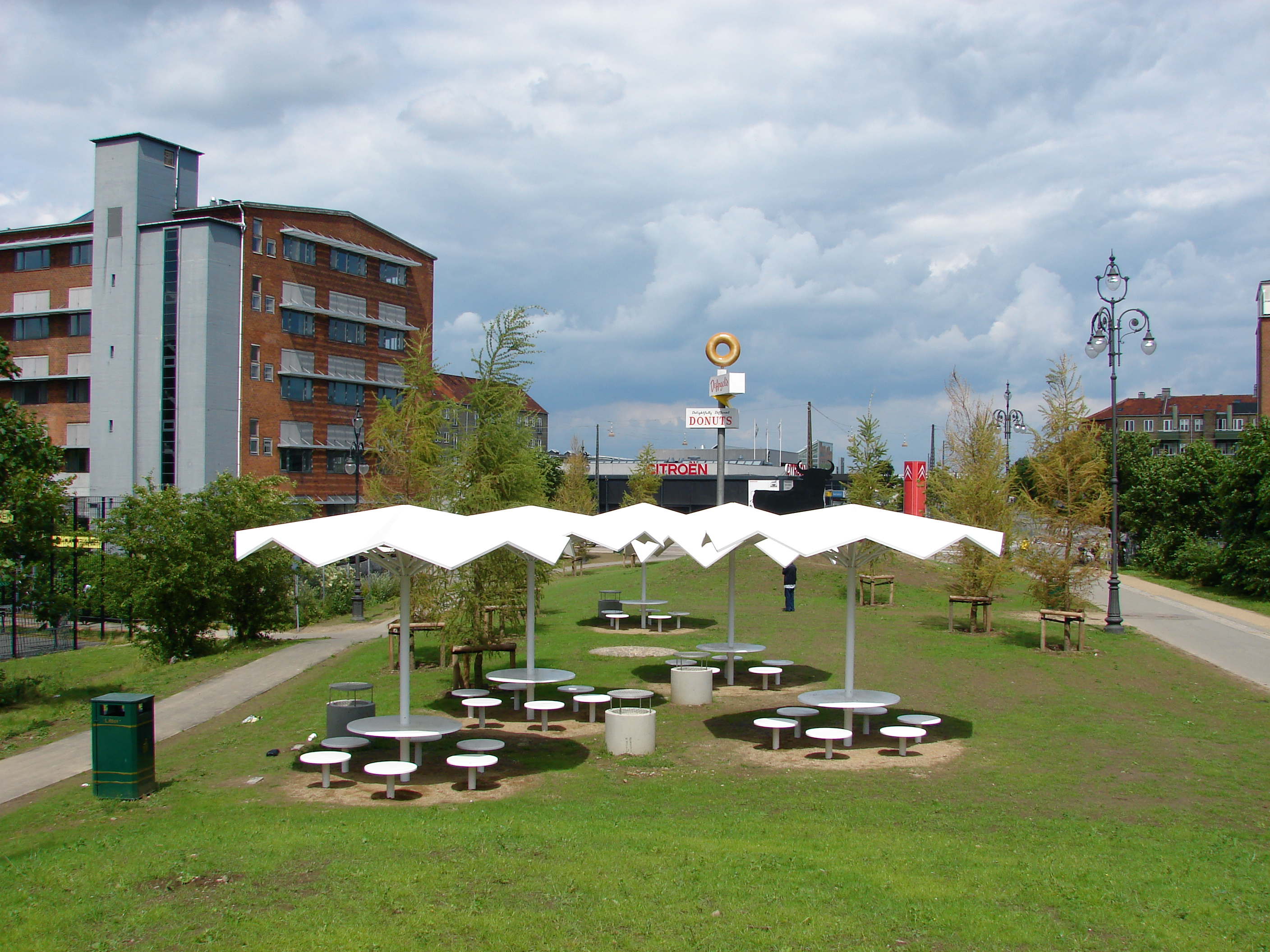
Armeense picknicktafels.
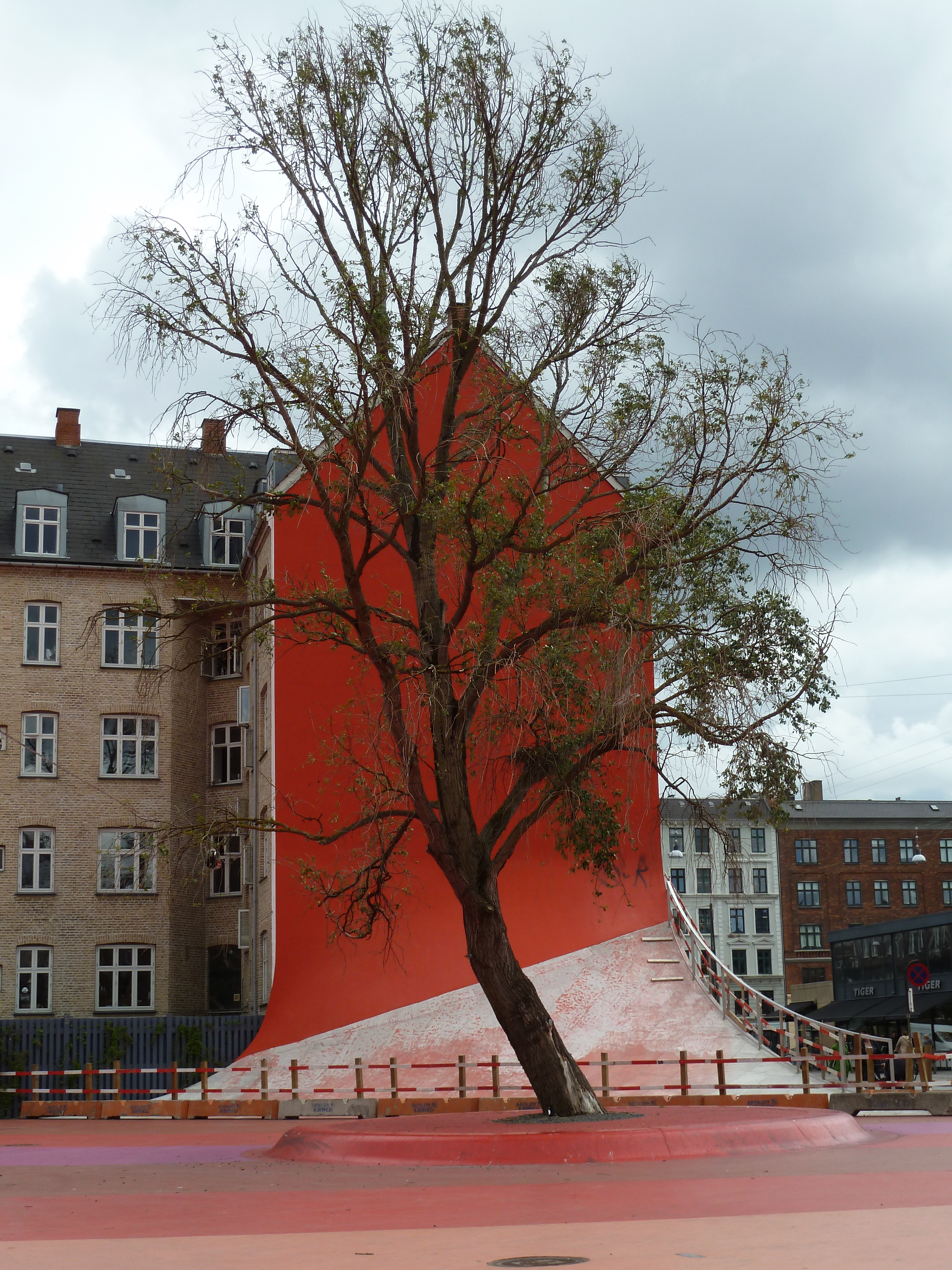
Het rode gebied.
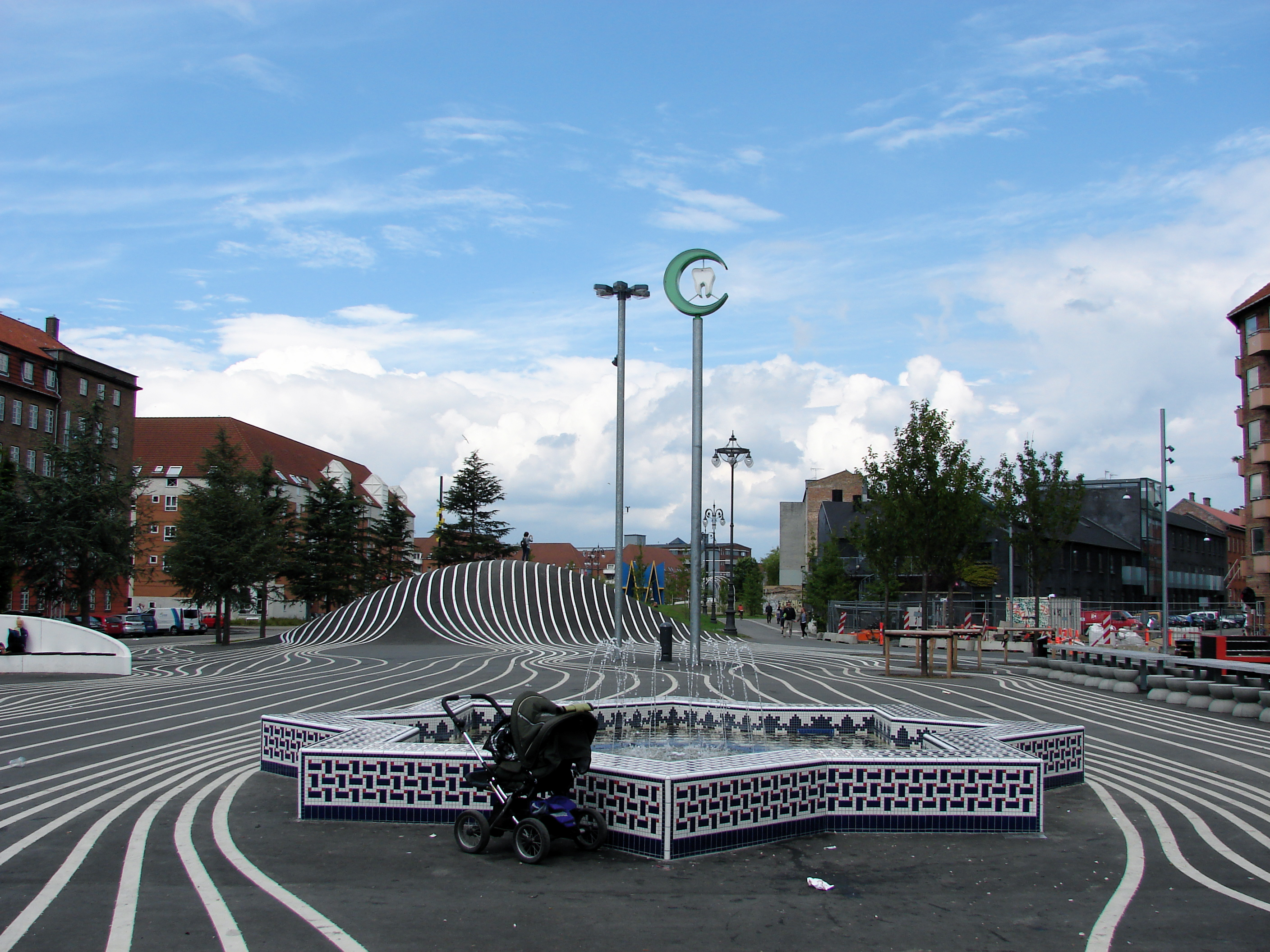
Marokkaanse fontein.